# Saltara
Saltara là một đô thị ở tỉnh Pesaro và Urbino, vùng Marche, Italia. Tọa độ địa lý là 43°45′0″B 12°54′0″Đ / 43,75°B 12,9°Đ. Đô thị này nằm ở độ cao 160 m trên mực nước biển. Diện tích là 10 km², dân số vào thời điểm tháng 5 năm 2007 là 6180 người, mật độ 620 người/km². Các đơn vị trực thuộc là: Borgaccio, Calcinelli. Các đô thị tiếp giáp: Cartoceto, Montemaggiore al Metauro, Serrungarina